# الوحش (فلم)
الوحش فيلم سينمائي مصري، من إنتاج عام 1954، وبطولة أنور وجدي وسامية جمال ومحمود المليجي وعباس فارس، وإخراج صلاح أبو سيف. شارك الفيلم في فعاليات مهرجان كان السينمائي و يحتل المركز رقم 70 في قائمة أفضل مئة فيلم في مئوية السينما المصرية حسب إستفتاء النقاد.

## قصة الفيلم
سفاح ملقب بالوحش في إحدى القرى الصعيدية، يخشاه الجميع بما فيهم الشرطة، يتمتع بحماية رضوان باشا الذي يستخدمه بدوره في حمايته في الانتخابات والتخلص من منافسيه. يتم إرسال ضابط جديد إلى القرية مع ابنه وزوجته مكلف بمهمة القبض على الوحش.

## فريق العمل
- أنور وجدي في دور رؤوف
- سامية جمال
- محمود المليجي في دور عبد الصبور / الوحش
- عباس فارس
- سميحة أيوب
- عمر الجيزاوي
- محمد توفيق
- عبد الحفيظ التطاوي

## روابط خارجية
- الوحش على موقع IMDb (الإنجليزية)
- الوحش على موقع الدهليز
- الوحش على موقع قاعدة بيانات الأفلام العربية
- الوحش على موقع أول موفي (الإنجليزية)
- الوحش على موقع قاعدة بيانات الفيلم (الإنجليزية)
- الوحش على موقع ليتربوكسد (الإنجليزية)
- الوحش على موقع كينوبويسك (الروسية)